# Dikhil
Dikhil – miasto w południowej części Dżibuti, niedaleko granicy z Etiopią, na zachód od jeziora Abie. Liczy ok. 16 tys. mieszkańców. Jest stolicą regionu Dikhil. Trzecie co do wielkości miasto kraju.